# Björn Engholm (politiker)
Björn Engholm, född 9 november 1939 i Lübeck-Moisling, är en tysk politiker (SPD), ordförande för SPD 1991–1993, Schleswig-Holsteins ministerpresident 1988–1993, minister för utbildning och forskning 1981–1982, medlem av förbundsdagen 1969–1983.
Björn Engholm gick med i SPD 1962. Han valdes till ministerpresident i Schleswig-Holstein 1988, ett år efter den uppmärksammade Barschel-affären. År 1984 valdes han in i SPD:s partistyrelse och 1991 efterträdde han Hans-Jochen Vogel som partiordförande. Han var därmed SPD:s tilltänkta kanslerkandidat inför förbundsdagsvalet 1994. Han tvingades emellertid avgå på grund av "Die Schubladenaffäre" 1993 från sin post och även från sin post som ministerpresident. Han efterträddes av Rudolf Scharping.